# 三瀧站

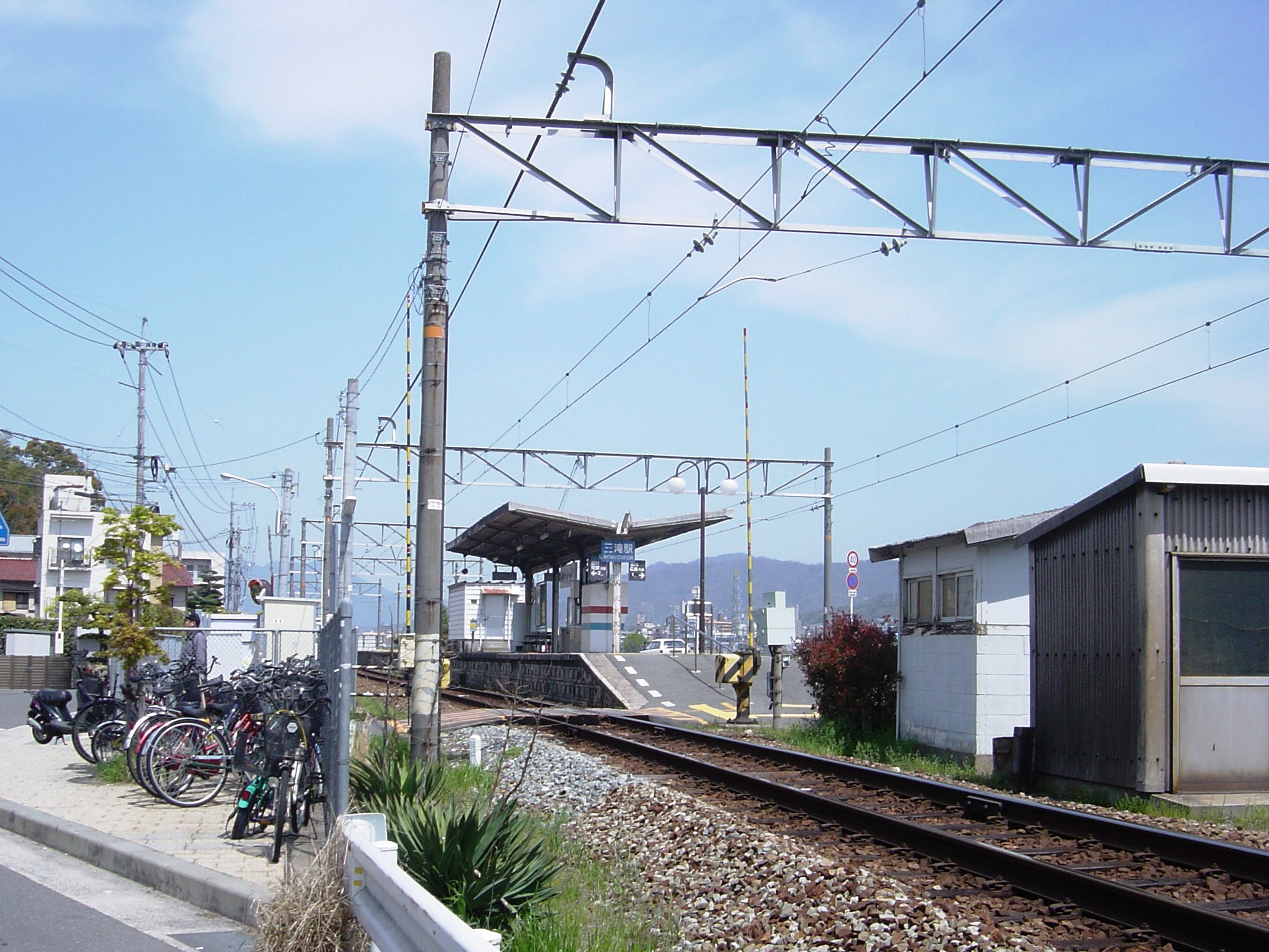
引入ICOCA前的車站（2004年4月17日）

三瀧站（日语：／ Mitaki eki */?）是位於廣島縣廣島市西區三瀧本町二丁目，西日本旅客鐵道（JR西日本）的可部線車站。車站編號為JR-B04。

## 歷史
此站附近的可部線路軌曾經於太田川洪水繞道（在建設洪水繞道前為安川和山手川）東岸行走。此站也在太田川東岸（現時在三篠北町公園內設有紀念碑）。在1962年（昭和37年），隨著建設洪水繞道，橫川～安藝長束之間的路段遷移至洪水繞道西岸，即現時走線。
- 1930年（昭和5年）10月 - 廣島電氣線（當時）大芝公園口停留場（日语：／）啟用。當時為旅客車站。
- 1931年（昭和6年）7月1日 - 廣島電氣線轉讓給廣濱鐵道，成為廣濱鐵道的停留場。
- 1935年（昭和10年）12月1日 - 升級至車站，成為大芝公園口站。
- 1936年（昭和11年）9月1日 - 廣濱鐵道被國有化，成為國有鐵道可部線三瀧站。
- 1962年（昭和37年）10月1日 - 由於建設太田川洪水繞道（日语：太田川放水路），車站遷移至現地。
- 1987年（昭和62年）4月1日 - 伴隨國鐵分割民營化，車站由西日本旅客鐵道（JR西日本）營運。
- 2007年（平成19年）
  - 7月21日 - 設置可支援ICOCA的簡易型自動閘機。
  - 9月1日 - 此站開始可以使用IC卡「ICOCA」。

## 車站構造
車站是一座地面車站，設有1面2線的島式月台。此站是由可部站管理的無人車站。此站設有自動售票機和簡易型自動閘機。月台可容納4卡車廂。此站沒有車站大樓，離開月台經過站內平交道後即可離開車站。曾經月台靠近廣島一方設有旱廁，在撒走廁所後，於道路側設有男女共用濕廁。
車站可以使用ICOCA與其互相可以使用的IC卡。此站位於JR特定都區市內制度中，「廣島市內」的車站。
此站沒有安全側線。由於站內雙線路軌較長，因此長於4卡編成的列車也可在此站進行列車交會。

### 月台
| 月台 | 路線   | 上下行 | 方向               |
| ---- | ------ | ------ | ------------------ |
| 1    | 可部線 | 上行   | 橫川、廣島方向     |
| 2    | 可部線 | 下行   | 綠井、安藝龜山方向 |

## 利用狀況
以下為各年度的使用人次。
| 年度               | 1日平均 乘車人次 | 1日平均 下車人次 |
| ------------------ | ---------------- | ---------------- |
| 1947年（昭和22年） | 375              | -                |
| 1948年（昭和23年） | 422              | -                |
| 1949年（昭和24年） | 389              | -                |
| 1950年（昭和25年） | 290              | -                |
| 1951年（昭和26年） | 263              | 269              |

| 年度               | 1日平均 乘車人次 | 年度總人次 | 年度總下車人次 |
| ------------------ | ---------------- | ---------- | -------------- |
| 1952年（昭和27年） | 252.9            | 92,306     | -              |
| 1953年（昭和28年） | 244.0            | 89,061     | -              |
| 1954年（昭和29年） | 244.7            | 89,307     | -              |
| 1955年（昭和30年） | 225.8            | 82,629     | -              |
| 1956年（昭和31年） | 249.0            | 90,903     | -              |
| 1957年（昭和32年） | 272.2            | 99,356     | -              |
| 1958年（昭和33年） | 271.2            | 99,003     | 95,018         |
| 1959年（昭和34年） | 268.5            | 98,269     | 93,714         |
| 1960年（昭和35年） | 262.0            | 95,636     | 91,845         |
| 1961年（昭和36年） | 225.9            | 82,439     | 82,613         |
| 1962年（昭和37年） | 213.8            | 78,052     | 79,545         |

以上的1日平均乘車人次中，是以該年度總人次除以365（在閏年度，即1955和1959年度除以366），然後取捨至一位小數點。
| 年度               | 1日平均 乘車人次 | 年度總人次 | 定期票 人次 | 普通票 人次 |
| ------------------ | ---------------- | ---------- | ----------- | ----------- |
| 1963年（昭和38年） | 280.4            | 205,269    | 99,306      | 105,963     |
| 1964年（昭和39年） | 300.0            | 218,993    | 109,094     | 109,899     |
| 1965年（昭和40年） | 255.0            | 186,165    | 81,624      | 104,541     |
| 1966年（昭和41年） | 199.9            | 145,935    | 71,664      | 74,271      |
| 1967年（昭和42年） | 189.4            | 138,676    | 69,238      | 69,438      |
| 1968年（昭和43年） | 193.2            | 141,060    | 64,372      | 76,688      |
| 1969年（昭和44年） | 173.4            | 126,582    | 69,384      | 57,198      |
| 1970年（昭和45年） | 229.6            | 167,577    | 69,018      | 98,559      |
| 1971年（昭和46年） | 207.7            | 152,016    | 75,324      | 76,692      |
| 1972年（昭和47年） | 182.0            | 132,884    | 60,662      | 72,222      |
| 1973年（昭和48年） | 230.0            | 167,902    | 67,870      | 100,032     |
| 1974年（昭和49年） | 246.0            | 179,584    | 87,160      | 92,424      |
| 1975年（昭和50年） | 258.8            | 189,465    | 96,120      | 93,345      |
| 1976年（昭和51年） | 360.0            | 262,820    | 107,862     | 154,958     |
| 1977年（昭和52年） | 357.9            | 261,267    | 108,096     | 153,171     |
| 1978年（昭和53年） | 300.3            | 219,231    | 98,536      | 120,695     |

以上的1日平均乘車人次中，假設乘車和下車人次是相同，是以該年度總人次除以365（在閏年度，即1963、1967、1971和1975年度除以366），然後取捨至一位小數點。
| 年度                | 1日平均 乘車人次 |
| ------------------- | ---------------- |
| 1979年（昭和54年）  | 279              |
| 1980年（昭和55年）  | 254              |
| 1981年（昭和56年）  | 232              |
| 1982年（昭和57年）  | 221              |
| 1983年（昭和58年）  | 195              |
| 1984年（昭和59年）  | 162              |
| 1985年（昭和60年）  | 160              |
| 1986年（昭和61年）  | 189              |
| 1987年（昭和62年）  | 235              |
| 1988年（昭和63年）  | 270              |
| 1989年（平成 元年） | 275              |
| 1990年（平成02年）  | 274              |
| 1991年（平成03年）  | 285              |
| 1992年（平成04年）  | 259              |
| 1993年（平成05年）  | 260              |
| 1994年（平成06年）  | 303              |
| 1995年（平成07年）  | 377              |
| 1996年（平成08年）  | 345              |
| 1997年（平成09年）  | 295              |
| 1998年（平成10年）  | 485              |
| 1999年（平成11年）  | 477              |
| 2000年（平成12年）  | 456              |
| 2001年（平成13年）  | 455              |
| 2002年（平成14年）  | 454              |
| 2003年（平成15年）  | 458              |
| 2004年（平成16年）  | 439              |
| 2005年（平成17年）  | 427              |
| 2006年（平成18年）  | 424              |
| 2007年（平成19年）  | 467              |
| 2008年（平成20年）  | 484              |
| 2009年（平成21年）  | 493              |
| 2010年（平成22年）  | 495              |
| 2011年（平成23年）  | 497              |
| 2012年（平成24年）  | 503              |
| 2013年（平成25年）  | 513              |
| 2014年（平成26年）  | 507              |
| 2015年（平成27年）  | 535              |
| 2016年（平成28年）  | 542              |
| 2017年（平成29年）  | 561              |
| 2018年（平成30年）  | 550              |
| 2019年（令和元年）  | 532              |

乘車人次圖表

## 車站周邊
- 太田川
- 三瀧寺（三瀧觀音）（日语：三瀧寺）

## 巴士路線
- 廣島巴士（日语：広島バス） 三瀧站入口巴士站（步行5分鐘）
  - 22號線（橫川線）（日语：広島バス#一般路線バス）
    - 22 前往三瀧觀音（日语：三瀧寺）
    - 22-H 經橫川3丁目、十日市、紙屋町（日语：紙屋町・八丁堀）、八丁堀（日语：八丁堀 (広島市)）前往廣島站
- 廣島巴士 地藏堂前巴士站（步行5分鐘）
  - 22號線（橫川線）
    - 22 前往三瀧觀音
    - 22-H 經三瀧站入口、橫川3丁目、十日市、紙屋町、八丁堀前往廣島站

## 相鄰車站
西日本旅客鐵道
可部線
橫川（JR-B03）－三瀧（JR-B04）－安藝長束（JR-B05）

## 注腳
1. ↑  《廣島市統計書》
2. ↑  《廣島市勢要覧》

## 外部連結
- 三瀧｜車站資訊：JR出門網 - 西日本旅客鐵道